# Reserva Indígena Isconahua
Koordinaten: 7° 44′ 39,1″ S, 73° 56′ 13,2″ W
Die Reserva Indígena Isconahua ist ein Schutzgebiet für die indigene Bevölkerung im Nordosten der Provinz Coronel Portillo in der Region Ucayali in Ost-Peru. Am 11. Juni 1998 wurde die Reserva Territorial Isconahua eingerichtet. Sie besaß eine Fläche von 2756,65 km². Am 19. Mai 2016 wurde das Schutzgebiet im Rahmen des Decreto Supremo Nº 007-2016-MC in die jetzige Reserva Indígena Isconahua umgewandelt. Diese hat eine Fläche von 2984,88 km².

## Lage
Das Indianerreservat liegt im Nordosten des Distrikts Callería an der brasilianischen Grenze. Es liegt im Amazonastiefland 90 km ostnordöstlich der Regionshauptstadt Pucallpa. Die Flüsse Río Callería, Río Utiquinia und Río Sheshea entwässern das Areal nach Westen zum Río Urubamba. Das Schutzgebiet grenzt im Norden an den Nationalpark Sierra del Divisor sowie im Osten an den in Brasilien gelegenen Nationalpark Serra do Divisor.

## Bevölkerung
In dem Reservat lebt die indigene Volksgruppe der Isconahua. Die Menschen leben weitgehend isoliert von der Außenwelt. Sie ernähren sich von der Jagd, vom Fischfang und dem Sammeln von Früchten und anderem Essbaren. Sie sind weitgehend ohne medizinische Versorgung und wenig immun gegen bekannte Viren und Bakterien. Zum Zeitpunkt der Einrichtung des Schutzgebietes wurde die indigene Bevölkerung in dem Areal auf 229 Personen geschätzt.